# Варци
Ва̀рци (на италиански: Varzi, на местен диалект: Vörs, Вьорс) е малко градче и община в Северна Италия, провинция Павия, регион Ломбардия. Разположено е на 416 m надморска височина. Населението на общината е 3383 души (към 2010 г.).